# Ernest Grelier du Fougeroux
Pour les articles homonymes, voir Grelier.
Ernest François Richard Grelier du Fougeroux est un homme politique français né le 9 avril 1804 à La Chapelle-Thémer (Vendée) et décédé le 1er mars 1883 au château du Fougeroux (Vendée).

## Biographie
Fils d'Alexandre Grelier du Fougeroux, lieutenant-colonel d'infanterie, émigré, et de  Marie-Louise Buor, Ernest François Richard Grelier du Fougeroux suit son droit à Paris. 
Riche propriétaire terrien, il est député de la Vendée de 1848 à 1851, siégeant à droite, avec les monarchistes légitimistes. Réélu, le 13 mai 1849, à la Législative, par le même département, le 2e sur 8, il continue de siéger à la droite de l'assemblée et de voter avec elle, pour les lois sur l'enseignement, contre le suffrage universel, etc., parle dans quelques discussions financières et combat le libre-échange.
En 1850, il fait partie des légitimistes rendant visite au comte de Chambord à Wiesbaden.
Protestant, à la mairie du 10e arrondissement, contre le coup d'État du 2 décembre 1851, il est emprisonné à Vincennes et, bientôt rendu à la liberté, rentre dans la vie privée.
Marié à Nathalie de Regnon de Chaligny, il est le beau-père d'Octave de Rochebrune, d'Edmond de La Roche Saint-André et de Sévère Jules Marie de Talhouët-Boisorhand.

## Sources
- « Ernest Grelier du Fougeroux », dans Adolphe Robert et Gaston Cougny, Dictionnaire des parlementaires français, Edgar Bourloton, 1889-1891 [détail de l’édition]